# Damakitang
Damakitang is een bestuurslaag in het regentschap Simalungun van de provincie Noord-Sumatra, Indonesië. Damakitang telt 1022 inwoners (volkstelling 2010).